# بات إيستوود
بات إيستوود (بالإنجليزية: Pat Eastwood)‏ هي متزلجة فنية جنوب أفريقية، ولدت في 16 ديسمبر 1947.

## وصلات خارجية
- بات إيستوود على موقع أوليمبيديا (الإنجليزية)